# Cliff Carlisle
Pour les articles homonymes, voir Carlisle (homonymie).
Cliff Carlisle (Taylorsville, Kentucky, 6 mai 1904 - Lexington, Kentucky 2 avril 1983) est un chanteur de blues, d'old-time et de country américain adepte du yodel et pionnier dans l'utilisation de la technique de steel guitar hawaïenne en musique country.

## Biographie
Cliff Carlisle naquit le 6 mai 1904 à Taylorsville, Kentucky, où il a commencé à se produire avec son cousin Lillian Turax à 16 ans. Quand Turax se maria, Carlisle commença à jouer avec le guitariste et ténor Wilbur Ball avec qui il fit des tournées à travers les États-Unis pendant les années 1920, jouant dans les vaudevilles et les cirques.
Carlisle commença à jouer avec Wilbur Ball pour la radio WHAS-AM (en) de Louisville, Kentucky en 1930, ce qui fit de lui une star locale. Plus tard dans l'année, il enregistra pour Gennett Records (en) et Champion Records (en). En 1931, il enregistra avec Jimmie Rodgers. Il signa avec ARC et eut l'occasion de jouer régulièrement pour des radios dont WBT-AM (en) à Charlotte, Caroline du Nord, WLS-AM (en) à Chicago et WLW-AM (en) à Cincinnati. Son frère Bill (en) devient son guitariste après le départ de Ball en 1934. Pendant les années 1930, enregistra, malgré un hiatus entre 1934 et 1936, de nombreuses chansons au sous-texte sexuel dont les métaphores de basse-cour devinrent sa marque de fabrique.
Il fit des tournées avec son fils « Sonny Boy Tommy », malgré les lois interdisant le travail des enfants. Il continua à jouer pour WMFS-AM (en) à Memphis, Tennessee pendant plusieurs années au cours des années 1940. Au cours des années 1950, il se retire du monde de la musique.
Au cours des années 1960, The Rooftop Singers reprit sa chanson Tom Cat Blues, à la suite de quoi Carlisle et Ball refirent quelques prestations et enregistrèrent pour Rem Records. Carlisle s'éteignit le 2 avril 1983 à Lexington, Kentucky.

## Discographie

### Singles

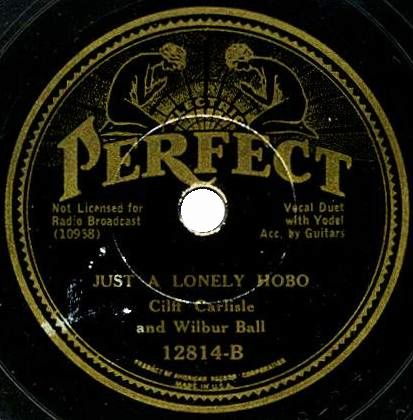
Just a Lonely Hobo, 1931
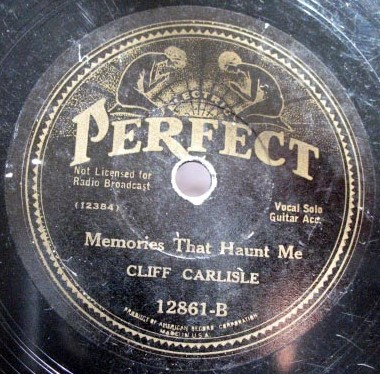
Memories That Haunt Me, 1932
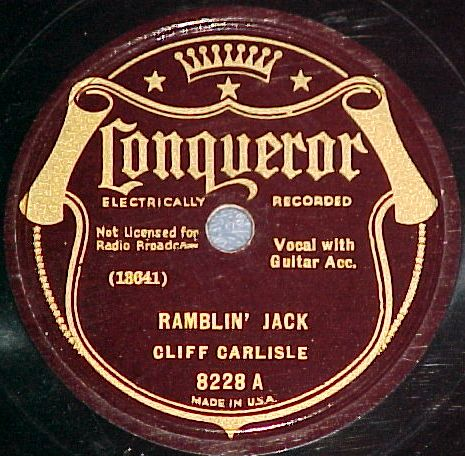
Ramblin' Jack, 1933
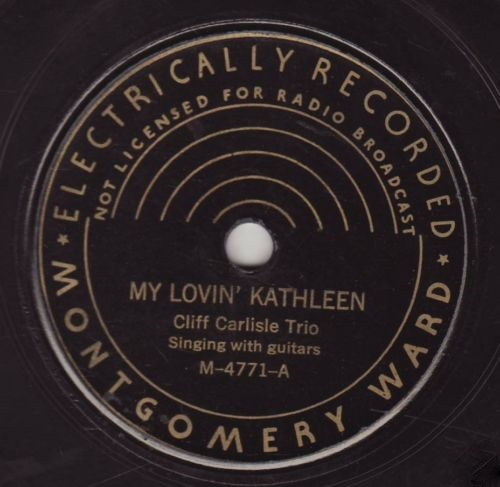
My Lovin' Kathleen, 1936

| Année                            | Titre                                                                         | #       | Remarques                                            |
| -------------------------------- | ----------------------------------------------------------------------------- | ------- | ---------------------------------------------------- |
| Gennett Records                  |                                                                               |         |                                                      |
| 1930                             | My Carolina Sunshine Girl / Down In Jail On My Knees                          |         |                                                      |
| 1930                             | Desert Blues / Blue Yodel No.6                                                |         | avec Bill Carlisle                                   |
| 1930 (?)                         | I’m Lonely and Blues / I’m On My Way To Lonesome Valley                       |         |                                                      |
| Champion Records                 |                                                                               |         |                                                      |
| 1930                             | Just A Lonely Hobo / Virginia Blues                                           | 16028   |                                                      |
| 1930                             | Crazy Blues / Hobo Blues                                                      | 16145   | face B avec Bill Carlisle                            |
| 1930                             | No Daddy Blues / Brakeman’s Blues                                             |         |                                                      |
| 1931                             | Box Car Blues / The Brakeman’s Reply                                          |         | sous le pseudonyme J. Boone                          |
| 1931                             | High Steppin’ Mama / Alone and Lonesome                                       |         |                                                      |
| 1931                             | Hobo Jack’s Last Ride / The Written Letter                                    |         | avec Bill Carlisle en tant que The Carlisle Brothers |
| 1931                             | Nobody Wants Me / The Plea Of A Mother                                        |         | avec Bill Carlisle en tant que The Carlisle Brothers |
| 1931                             | Come Back Sweetheart / Memories That Aunt Me                                  |         | avec Bill Carlisle en tant que The Carlisle Brothers |
| 1931                             | She’s Waiting For Me / The Cowboy’s Song                                      |         | avec Bill Carlisle en tant que The Carlisle Brothers |
| 1931                             | The Fatal Run / Memories That Make Me Cry                                     |         | avec Bill Carlisle en tant que The Carlisle Brothers |
| Banner Records                   |                                                                               |         |                                                      |
| 1931                             | Shanghai Rooster Yodel / Going Back To Alabama                                |         |                                                      |
| 1931                             | Lonely Valley / My Rocky Mountain Sweetheart                                  |         |                                                      |
| 1931                             | Guitar Blues / I Want A Good Woman                                            |         |                                                      |
| 1931                             | Memories That Make Me Cry / Childhood Dreams                                  |         |                                                      |
| 1931                             | The Written Letter / I Don't Mind                                             |         |                                                      |
| 1931                             | Just A Lonely Hobo / Sunny South By The Sea                                   |         |                                                      |
| 1931                             | My Two Time Mama / ? Columbus Stockade Blues [Fiche]                          |         |                                                      |
| 1931                             | Birmingham Jail #2 / Desert Blues                                             |         |                                                      |
| Conqueror Records                |                                                                               |         |                                                      |
| 1931                             | Shanghai Rooster Yodel / Going Back To Alabama                                | 7937    |                                                      |
| 1931                             | Memories That Make Me Cry / Dear Old Daddy                                    | 7968    |                                                      |
| 1931                             | Alone and Lonesome / Where Southern Roses Climb                               |         |                                                      |
| 1931                             | Box Car Yodel / Modern Mama                                                   | 7970    |                                                      |
| 1931                             | Birmingham Jail No.2 / Just A Lonely Hobo                                     | 7971    |                                                      |
| 1931                             | The Written Letter / I Don’t Mind                                             |         |                                                      |
| 1931                             | My Rocky Mountain Sweetheart / Lonely Valley                                  | 7993    |                                                      |
| 1931                             | Guitar Blues / I Want A Good Woman                                            | 7994    |                                                      |
| 1932                             | Memories That Aunt Me / Seven Years With The Wrong Woman                      | 8069    |                                                      |
| 1932 (?)                         | Childhood Dreams / Memories That Make Me Cry                                  |         |                                                      |
| 1932                             | The Brakeman’s Reply / Hobo Jack’s Last Ride                                  | 8097    |                                                      |
| 1932                             | Roll On Blue Moon / When It’s Roundup Time In Texas                           | 8098    |                                                      |
| 1933                             | The Rustler’s Fate / The Little Dobbie Shack                                  | 8199    | avec Bill Carlisle en tant que The Carlisle Brothers |
| 1933                             | Goin’ Down The Road Feelin’ Bad / Dang My Rowdy Soul                          | 8200    |                                                      |
| 1933                             | Don’t Marry The Wrong Woman / The Vacant Cabin Door                           | 8201    |                                                      |
| 1933                             | Rambling Jack / Wreck Of Freight #52                                          | 8228    |                                                      |
| 1933                             | Blue Eyes / On The Banks Of The Rio Grande                                    | 8229    |                                                      |
| 1933                             | I’m A Hobo / Gambling Dan                                                     |         |                                                      |
| 1933                             | That Ramshackle Shack On The Hill / End Of Memory Lane                        |         | avec Bill Carlisle en tant que The Carlisle Brothers |
| 1933                             | Looking For Tomorrow / Where Romance Calls                                    |         |                                                      |
| 1933                             | Louisiana Blues / Fussin’ Mama                                                |         | face A avec Bill Carlisle                            |
| 1933                             | I’m Traveling Live Along / Sunshine and Daisies                               |         |                                                      |
| 1934                             | Hen Pecked Man / Chicken Roost Blues                                          | 8393    |                                                      |
| Montgomery Ward                  |                                                                               |         |                                                      |
| 1936                             | Rambling Yodeler / Cowboy Johnnie’s Last Ride                                 |         |                                                      |
| 1936                             | A Wild Cat Woman and A Tom Cat Man / Look Out, I’m Shifting Gears             |         |                                                      |
| 1936                             | A Stretch Of 28 Years / My Lovin’ Cathleen                                    |         |                                                      |
| 1936                             | Handsome Blues / In A Box Car Around The World                                |         | face B avec Bill Carlisle                            |
| 1936 (?)                         | When The Cactus Is In Bloom / My Lonely Boyhood Days                          |         | face B sous le pseudonyme Lallaby Larkers            |
| 1936                             | You’ll Miss Me When I’m Gone / When The Evening Sun Goes Down                 |         |                                                      |
| 1936                             | My Old Saddle Horse Is Missing / That Old Utah Trail                          |         | sous le pseudonyme Fred Kirby & Don White            |
| 1936                             | When It's Roundup Time In Heaven / Roll On, Roll On                           |         | unter Pseudonym Fred Kirby & Bob Phillips            |
| 1936                             | Flower Of The Valley / A Little White Rose                                    |         | avec Sonny Boy Tommy (Tommy Carlisle)                |
| 1936                             | I’m Saving Saturday Night For You / Waiting For A Ride                        |         |                                                      |
| 1936                             | It Takes An Old Hen To Deliver The Goods / When I Feel Froggie I’m Gonna Hop  |         |                                                      |
| 1936                             | The Nasty Swing / It Ain’t No Fault Of Mine                                   |         |                                                      |
| 1937                             | Ridin’ That Lonesome Trail / They Say It’s The End Of The Trail               |         |                                                      |
| 1937                             | There’s A Lamp In The Window Tonight / New Memories Of You That Haunt Me      |         |                                                      |
| 1937                             | Sweet As The Roses Of Spring / Just A Little Bit Of Loving From You           |         |                                                      |
| 1937                             | Rocky Road / Pay Day Fight                                                    |         |                                                      |
| 1937                             | Cowboy’s Dying Dream / Pan American Dream                                     |         |                                                      |
| 1937                             | Waiting For A Ride / Your Saddle Is Empty Tonight                             |         |                                                      |
| 1937                             | When My Memory Lies / Lonely                                                  |         |                                                      |
| 1937                             | Rooster Blues / Trouble Minden Blues                                          |         |                                                      |
| 1937                             | Blue Dreams / Hobo’s Fate                                                     |         |                                                      |
| Bluebird Records                 |                                                                               |         |                                                      |
| 1936                             | Look Out, I'm Shifting Gears / Get Her By The Tail On A Down Hill Grade       |         |                                                      |
| 1936                             | A Wild Cat Woman and A Tom Cat Man / Rambling Yodeler                         |         |                                                      |
| 1936                             | A Stretch of 28 Years / My Lovin' Cathleen                                    |         |                                                      |
| 1936                             | Cowboy Johnnie's Last Ride / In A Box Car Around The World                    |         | face B avec Bill Carlisle                            |
| 1936                             | You'll Miss Me When I'm Gone / When The Evening Sun Goes Down                 |         |                                                      |
| 1936                             | It Takes An Old Hen To Deliver The Goods / When I Feel Froggie, I'm Gonna Hop |         |                                                      |
| 1937                             | Pan American Man / ?                                                          |         |                                                      |
| 1937                             | Riding The Blinds / New Memories Of You That Aunt Me                          |         |                                                      |
| 1937                             | Your Saddle Is Empty Tonight / Cowboy’s Dying Dream                           | B-7790  |                                                      |
| 1938                             | Why Did The Blue Sky Turn Gray / The Shack By The Side Of The Road            |         |                                                      |
| Decca Records avec Bill Carlisle |                                                                               |         |                                                      |
| 1938                             | Over By The Chrystal Sea / The Great Judgement Day                            |         |                                                      |
| 1938                             | Are You Going To Leave Me / The Girl I Left So Blues                          |         |                                                      |
| 1938                             | Wreck Of The Happy Valley / Weary Traveller                                   |         |                                                      |
| 1938                             | Moonlight Blues / Big At The Little Bottom A                                  |         | Cliff Carlisle en tant que Solokünstler              |
| 1938                             | Two Eyes In The Tennessee / Lonely Little Orphan Girl                         |         | avec Sonny Boy Tommy                                 |
| 1938                             | Trouble On My Mind / Nevada Johnnie                                           |         |                                                      |
| 1938                             | No Drunkard Can Enter / I’m On My Way To The Promised Land                    |         |                                                      |
| 1938                             | When The Angels Carry Me Home / Home Of The Soul                              | 55607   | avec Sonny Boy Tommy                                 |
| 1938                             | No Letter In The Mail Today / Drifting                                        |         |                                                      |
| 1938                             | I’m Just A Rambling Man / Blue Dreams                                         |         | Cliff Carlisle en tant que Solokünstler              |
| 1938                             | My Old Home Place / Flower Of My Dream                                        |         |                                                      |
| 1938                             | Where Are The Pen tant que Of Long Ago / When We Meet Again                   |         | Cliff Carlisle en tant que Solokünstler              |
| 1938                             | I’m Heading For Some Home, Sweet Home / If Jesus Should Come                  |         |                                                      |
| 1938                             | Wabash Cannonball / Sparkling Blue Eyes                                       |         | en tant que Carlisle’s Kentucky Boys                 |
| 1939                             | Unclouded Sky / Far Beyond The Starry Sky                                     |         |                                                      |
| 1939                             | Mouse Been Messin’ Around / Ditty Wah Ditty                                   |         | Cliff Carlisle en tant que Solokünstler              |
| 1939                             | ? Footprints In The Snow [Fiche] / My Little Sadie                            |         |                                                      |
| 1939                             | Roll On Old Troubles / I Dreamed I Searched Heaven                            |         |                                                      |
| 1939                             | ? Black Jack David [Fiche] / Makes No Differences What Live Will Bring        | 46105   | face B en tant que Carlisle Buckle Busters           |
| 1939                             | Sally Let Your Bangs Hang / Little Pal                                        |         |                                                      |
| RCA Records                      |                                                                               |         |                                                      |
| 1947 (?)                         | A Mean Mama Don’t Worry Me / Why Did It Have To Be Me?                        | 20-2100 |                                                      |
| 1947 ?                           | Devil’s Train / Scars Upon My Head                                            | 20-2248 |                                                      |
| 1947 (?)                         | Death By The Roadside / You Just Wait and See                                 | 20-2351 |                                                      |
| 1948 (?)                         | I Didn’t Have Time / You Couldn’t Be True If You Tried                        | 20-2532 |                                                      |
| 194?                             | You Can’t Erase A Memory / All The World Is Lonely                            | 20-2649 |                                                      |

### Albums
- 1963 : A Country Kind Of Songs and Hymns
- 1964 : Maple On The Hill
- 1965 : Cliff Carlisle
- 1965 : Carlisle Family Album - Old Time Great Hymns (The Carlisle Family)
- 1965 : Cliff Carlisle Vol. 1+2